# 桂冠诗人
桂冠詩人（英語：Poet Laureate）是經由政府官方任命的詩人及其稱號。
自歐洲中古世紀，在皇帝的侍從隊伍內也有詩人，他們的工作就是寫下紀念某事或某節慶的詩歌，這種詩人在英國就稱之為桂冠詩人，其職位由國王任命。
現在把優秀詩人和桂冠詩人掛上等號，則是源自更早的習俗——在古希臘和古羅馬，把桂葉編成花環，掛於優勝者或優秀藝術家的頭上——此種意義上的桂冠詩人重現於1670年，首位得到這種稱號的是英國詩人、評論家、劇作家约翰·德莱顿。